# Dasyatis rudis
Dasyatis rudis és una espècie de peix de la família dels dasiàtids i de l'ordre dels myliobatiformes.

## Morfologia
- Els mascles poden assolir 320 cm de longitud total.[1][2]

## Reproducció
És ovovivípar.

## Hàbitat
És un peix de clima tropical i demersal.

## Distribució geogràfica
Es troba a l'oceà Atlàntic oriental: Nigèria, Benín i el golf de Guinea.

## Observacions
És inofensiu per als humans.